# المفتش الملكي السري جوي
المفتش الملكي السري جوي (بالكورية: 어사와 조이; رر: أوساوا جوي; يعرف ايضاً بي: المفتش الملكي السري وجو يي)؛ هو مسلسل تلفزيوني تاريخي كوري جنوبي، عرض على تي في إن من بداية 8 نوفمبر إلى 28 ديسمبر 2021 ، وهو متاحًا أيضًا للبث على منصة آي جيي وفيو في مناطق محددة.

## القصة
تدور أحداث المسلسل في حقبة مملكة جوسون، وتحكي قصة شاب ذواقة أصبح عن غير قصد مفتشًا ملكيًا وامرأة مطلقة تندفع للبحث عن السعادة، حيث يتعاونان معًا للتحقيق وكشف السياسيين الفاسدين. 

## بطولة

### طاقم رئيسي
- أوك تايك ايون في دور را يي يون.[9][13]

عامل خدمة عامة ذكي وغير متزوج من الدرجة السادسة يرغب في فتح متجر زلابية صغير، لكن ينتهي به الأمر ليصبح مفتشًا ملكيًا سريًا.
- كيم هاي يوون في دور كيم جو يي.[9][14]

امرأة واقعية مليئة بالإرادة والعاطفة، وتؤمن أن الطلاق يمكن أن يحدث لأي شخص.

### أدوار داعمه
- جيونج بو سيوك في دور بارك سيونغ.[15]
- لي سانغ هي في دور كوانغ سون.[16]
- لي جا كيون في دور بارك تاي سوو.[17]
- جونغ سون وون في دور تشا مال جونغ.[18]
- تشوي تاي هوان في دور بارك دو سوو.[19]
- كيم هيون جون في دور جي ماينج سوو.[20]
- تشا أيوب في دور هونغ سيوك جي.[21]
- بارك كانغ سيوب في دور جوو بال.[22]
- باي جونغ أوك في دور ديوك بونغ.[23]
- مين جين وونج في دور يووك شيل.[23]
- تشاي وون بين في دور بو ري.[23]
- كوان أوه كيونغ.[24]

## المشاهدات
| الموسم | الموسم | رقم الحلقة | رقم الحلقة | رقم الحلقة | رقم الحلقة | رقم الحلقة | رقم الحلقة | رقم الحلقة | رقم الحلقة | رقم الحلقة | رقم الحلقة | رقم الحلقة | رقم الحلقة | رقم الحلقة | رقم الحلقة | رقم الحلقة | رقم الحلقة | المتوسط     |
| الموسم | الموسم | 1          | 2          | 3          | 4          | 5          | 6          | 7          | 8          | 9          | 10         | 11         | 12         | 13         | 14         | 15         | 16         | المتوسط     |
| ------ | ------ | ---------- | ---------- | ---------- | ---------- | ---------- | ---------- | ---------- | ---------- | ---------- | ---------- | ---------- | ---------- | ---------- | ---------- | ---------- | ---------- | ----------- |
|        | 1      | 1098       | 920        | 1075       | 1164       | 1085       | 887        | 947        | 980        | 987        | 1025       | 872        | 765        | 746        | 704        | 810        | 848        | ستُعلن لاحقًا |

وفقاً لنيلسن كوريا، حقق العرض الاول من المسلسل في الحلقة الأولى نسبة 4.9% قرابة 1.1 مليون مشاهدة، انخفضت التقييمات إلى 4.0% في الحلقة الثانية بحوالي 920 الف مشاهدة.
| الرقم الحلقة | تاريخ البث     | متوسط حصة الجمهور (Nielsen Korea) | متوسط حصة الجمهور (Nielsen Korea) |
| الرقم الحلقة | تاريخ البث     | على الصعيد الوطني                 | سيئول                             |
| ------------ | -------------- | --------------------------------- | --------------------------------- |
| 1            | 8 نوفمبر 2021  | 4.961%                            | 5.073%                            |
| 2            | 9 نوفمبر 2021  | 4.035%                            | 4.440%                            |
| 3            | 15 نوفمبر 2021 | 5.257%                            | 6.063%                            |
| 4            | 16 نوفمبر 2021 | 5.060%                            | 5.495%                            |
| 5            | 22 نوفمبر 2021 | 4.514%                            | 5.145%                            |
| 6            | 23 نوفمبر 2021 | 4.249%                            | 4.832%                            |
| 7            | 29 نوفمبر 2021 | 3.912%                            | 4.242%                            |
| 8            | 30 نوفمبر 2021 | 4.332%                            | 4.691%                            |
| 9            | 6 ديسمبر 2021  | 4.471%                            | 4.665%                            |
| 10           | 7 ديسمبر 2021  | 4.624%                            | 4.969%                            |
| 11           | 13 ديسمبر 2021 | 3.653%                            | 3.835%                            |
| 12           | 14 ديسمبر 2021 | 3.410%                            | 3.860%                            |
| 13           | 20 ديسمبر 2021 | 3.403%                            | 3.355%                            |
| 14           | 21 ديسمبر 2021 | 3.236%                            | 3.546%                            |
| 15           | 27 ديسمبر 2021 | 3.592%                            | 3.801%                            |
| 16           | 28 ديسمبر 2021 | 3.799%                            | 3.610%                            |
| المعدل       | المعدل         | 4.157%                            | 4.476%                            |

## الإنتاج
كان المسلسل معروف سابقًا باسم حكاية المفتش الملكي السري وجو يي.
إنها أحد مشاريع الذكرى السنوية الخامسة عشرة لـ tvN.
عُرضت الأدوار الرئيسية لأول مرة على الممثلين جو بيونغ كيو وجونغ سو مين.

## في الثقافة الشعبية
كان المفتش الملكي السري منصبًا مؤقتًا فريدًا من نوعه في عهد مملكة جوسون، حيث يتم إرسال مسؤول سري معين من قبل الملك مباشرة إلى المحافظات المحلية لمراقبة المسؤولين الحكوميين والعناية بالسكان، يرسل المفتش بشكل متخفي وسري، على عكس المفتشين العاديين الذين كانت أنشطتهم تحت إشراف مكتب المفتش العام بشكل رسمي وعام دون أخفاء هويته.

## روابط خارجية
- باللغة الكورية
- المفتش الملكي السري جوي  في قاعدة بيانات الأفلام على الإنترنت (بالإنجليزية)
- المفتش الملكي السري جوي على هانسينما